# Китайская Республика на летних Олимпийских играх 1960
Китайская Республика, в реальности представляющая лишь остров Тайвань, принимала участие в Летних Олимпийских играх 1960 года, и впервые в своей истории завоевала олимпийскую медаль. В знак протеста против узурпации Тайванем названия «Китай» Китайская народная республика бойкотировала эти игры.

## Медалисты
| Медаль  | Спортсмен    | Вид спорта      | Дисциплина           |
| ------- | ------------ | --------------- | -------------------- |
| Серебро | Ян Чуаньгуан | Лёгкая атлетика | Мужчины, десятиборье |

## Результаты соревнований

### Футбол
Спортсменов — 19
Состав команды
| Имя         | Дата рождения | Клуб        |
| ----------- | ------------- | ----------- |
| Вон Вэньвэй | 10.03.1943    | Хэппи-Вэлли |
| Вон Чжичен  | 08.07.1936    | Истерн      |
| Го Йо       | 24.10.1927    | Китчи       |
| Го Камхун   | 13.05.1934    | SCAA        |
| Лам Шёнйи   | 07.11.1934    | Китчи       |
| Ло Готай    | 05.08.1929    | Истерн      |
| Лю Бэй      | 25.05.1933    |             |
| Лю Е        | 14.08.1927    |             |
| Лю Синчжун  | 29.05.1932    | SCAA        |
| Лю Тим      | 01.01.1934    |             |
| Мо Чжэньхуа | 05.05.1929    | SCAA        |
| Сето Мань   | 16.12.1930    |             |
| Чан Цзеда   | 30.07.1941    |             |
| Чань Хун    | 05.05.1932    |             |
| Чжоу Шаосюн | 15.01.1935    | SCAA        |
| Чэнь Файхун | 29.12.1930    | Истерн      |
| Ын Вэймань  | 30.11.1932    |             |
| Юй Чжожань  | 03.07.1928    | SCAA        |
| Юн Пойдор   | 28.06.1929    |             |